# Alto del Perdón

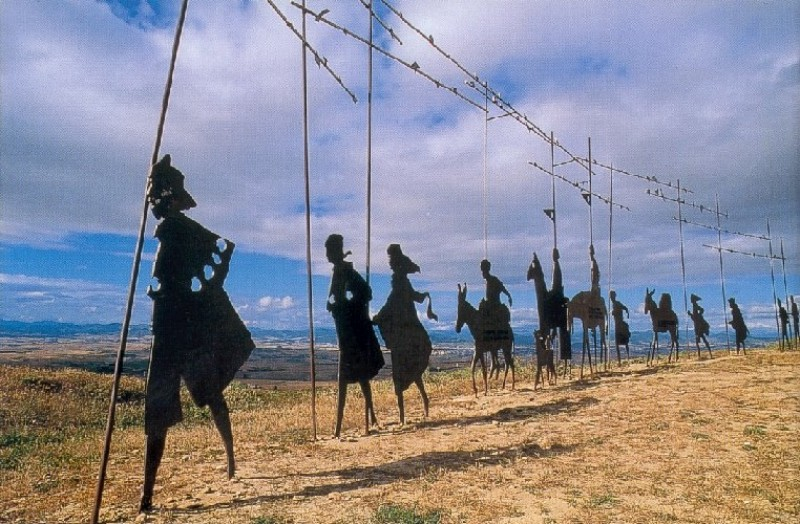
Pilgerzug am Alto del Perdón

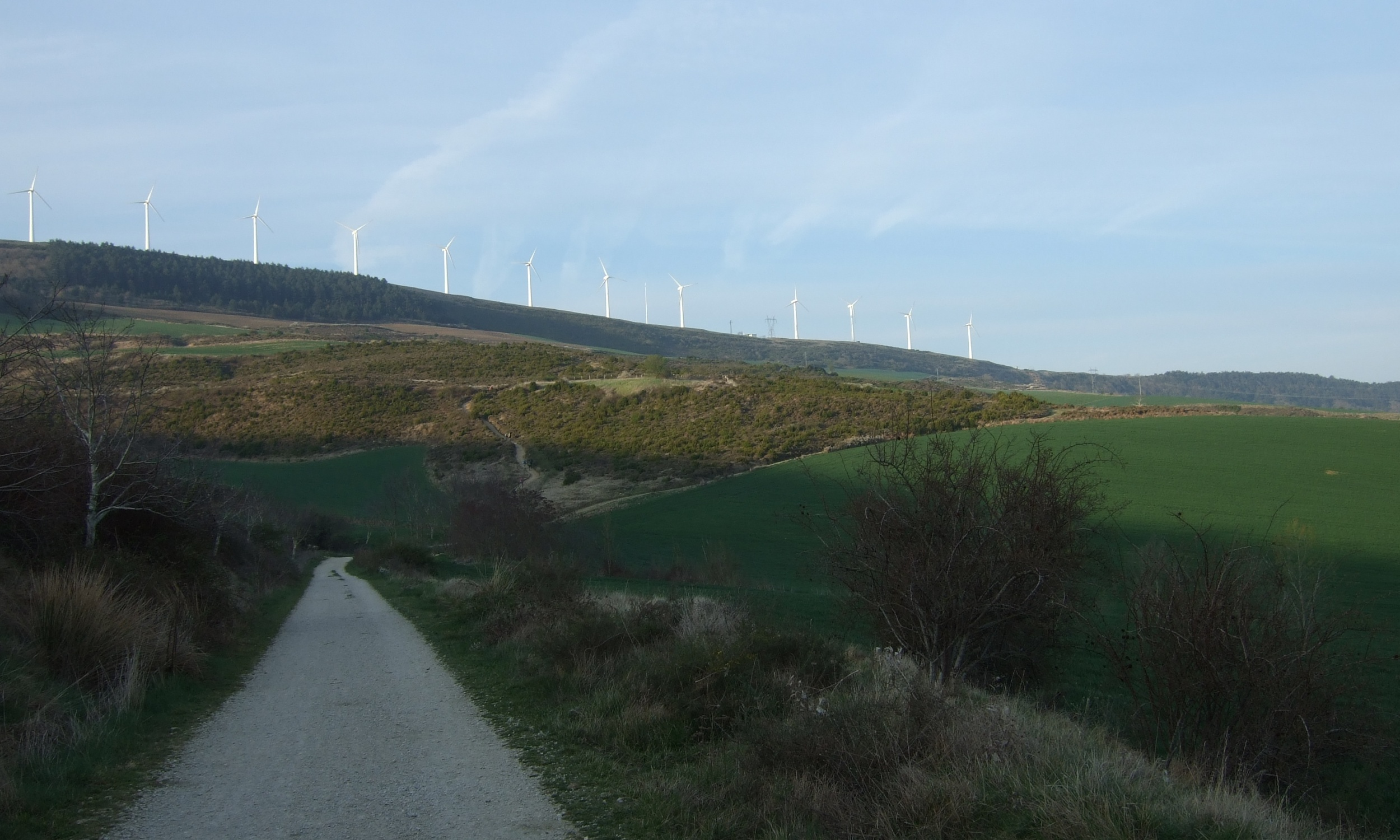
Windräder auf dem Alto del perdon am Jakobsweg

Der Alto del Perdón ist der Übergang des Jakobswegs Camino Francés, über die Sierra del Perdón in der Autonomen Gemeinschaft Navarra.
Der Bergzug liegt nahe Pamplona, auf Deutsch bedeutet sein Name Berg der Läuterung.
Dieser Platz ist ein Ort der Marienverehrung. Historische Berichte sprechen von Wallfahrten aus ganz Navarra zur Statue Nuestra Señora del Perdón (Unsere liebe Frau vom Perdón) und von jährlichen Besuchen der Figur in der Dreifaltigkeitsbasilika von Arre nahe Villava.
Für das Jahr 1816 sind zwei Einsiedeleien belegt: die der Jungfrau sowie die Christophoruseinsiedelei, die von einem Einsiedler bewohnt wurde, der sich um bedürftige Pilger kümmerte.
Heute steht einem kleinen steinernen Schrein für die Jungfrau die eiserne Skulptur eines Pilgerzugs gegenüber, die von der navarrischen Wasserkraft- und Windanlagengesellschaft gestiftet wurde, die die Windräder auf der Sierra del Perdón betreibt. Die spanische Inschrift heißt zu Deutsch: Wo sich der Sternenweg mit dem Weg des Windes kreuzt.
Zur kurz vor dem Alto del Perdón befindlichen Quelle Fuente de Reniega (Quelle der Abkehr) gibt es folgende Legende: Ein Durst leidender Pilger kommt von Pamplona den Berg herauf. Ihm erscheint im Pilgergewand der Teufel und bietet ihm Wasser an, wenn er seinem Glauben abschwört. Der Pilger soll lieber bereit gewesen sein, den Tod zu erleiden, als Santiago erscheint und ihn zur erwähnten Quelle führt.
Das Quellbecken war Anfang der 1990er Jahre in Form einer Jakobsmuschel erneuert worden, brach aber bald danach durch Witterungseinflüsse wieder ab. Im Sommer führt die Quelle meist kein Wasser.